# Marana (Arizona)
Marana é uma vila localizada no estado americano do Arizona, nos condados de Pima e Pinal. Foi incorporada em 1977.

## Geografia
De acordo com o United States Census Bureau, a vila tem uma área de 316,5 km², onde 314,6 km² estão cobertos por terra e 1,9 km² por água.

### Localidades na vizinhança
O diagrama seguinte representa as localidades num raio de 24 km ao redor de Marana.

## Demografia
Segundo o censo nacional de 2010, a sua população é de 34 961 habitantes e sua densidade populacional é de 111,1 hab/km². Possui 14 726 residências, que resulta em uma densidade de 46,8 residências/km².